# Freien

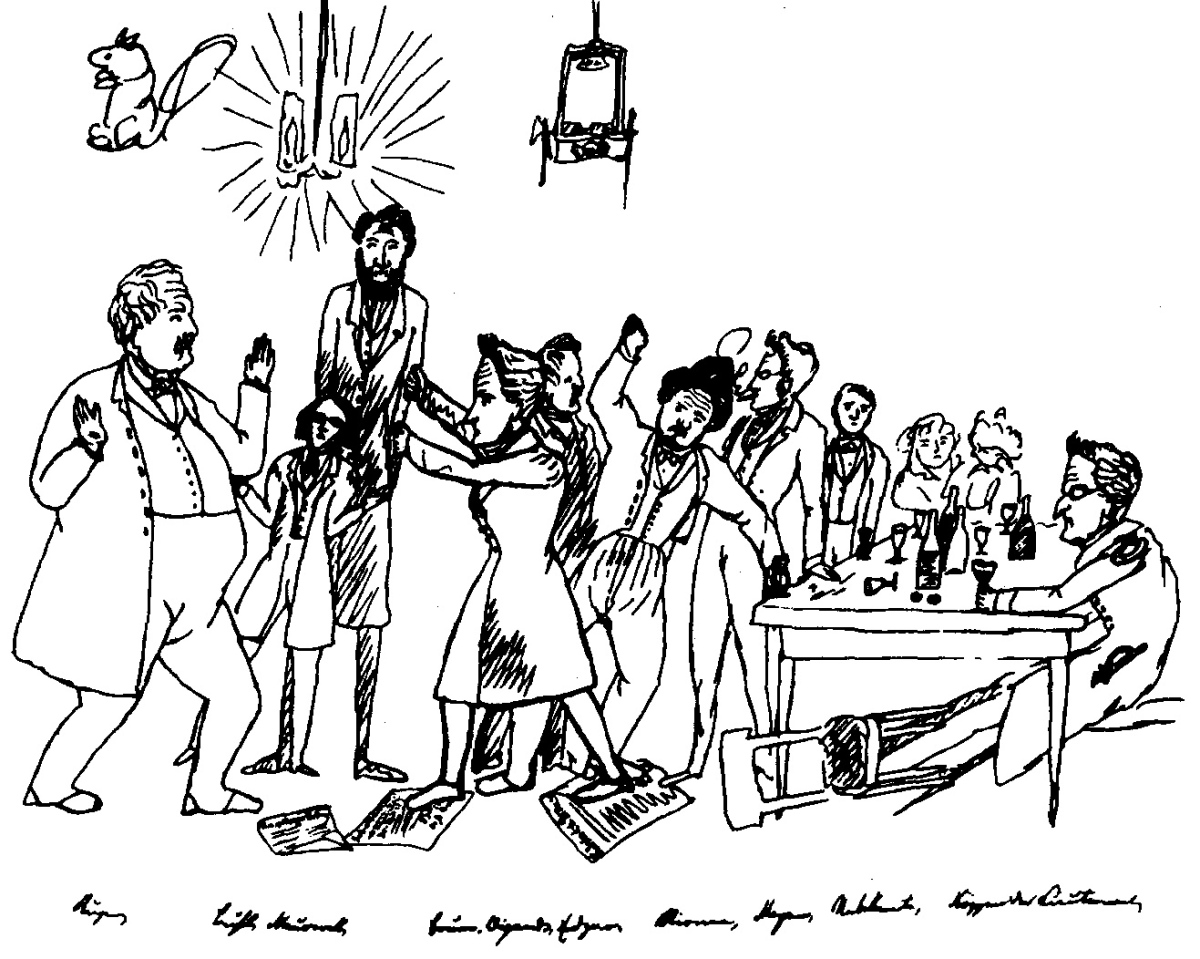
Dessin d'Engels sur une réunion de jeunes hégéliens.

Les Freien sont un groupe d'intellectuels appartenant aux Jeunes hégéliens qui se réunissait à Berlin. 

## Club des Docteurs
Originellement appelé « Club des docteurs » en 1837, il comprenait des personnes éprises de réformes politiques et sociales radicales notamment Rutenberg, Meyen, Köppen, Bauer, Karl Marx etc. 
En 1842 le club des docteurs devient pour protester contre la politique réactionnaire du gouvernement prussien qui combat l'hégélianisme, le cercle des Freien (cercle des Hommes Libres ou les affranchis). Les gazettes de Voss et de Spener s'offusquent et demandent la dissolution immédiate de ce cercle.

## Freien: membres
Le groupe se réunit alors principalement autour de Bruno Bauer. On y compte Edgar Bauer, Friedrich Engels (mais Marx et Engels se rencontrent à Paris), Ludwig Buhl, Friedrich Sass, Hermann Maron, Karl Nauwerck, l'éditeur Otto Wigand, Edouard Meyen, Köppen, Arnold Ruge, Marie Dähnhardt, Max Stirner, le poète August Heinrich Hoffmann von Fallersleben, Georg Herwegh, Carl Friedrich Wilhelm Jordan, divers révolutionnaires, féministes, étudiants et officiers etc.

## Lieux
Les Freien se réunissaient dans des établissements de boisson à Berlin, notamment au café Stehely ou à l'estaminet ou cabaret Hippel, un bar à vin.

## Activités
Ils socialisaient et débattaient toute la nuit de philosophie, de religion et de politique. Ils critiquaient la religion révélée et l'Église luthérienne, ils échangeaient parfois très vivement leur point de vue sur la politique de l'époque et notamment le règne de Frédéric-Guillaume IV de Prusse, le christianisme, la philosophie hégélienne et son application pratique. Un jour de novembre 1842, Arnold Ruge vint proposer à Bruno Bauer et d'autres Freien de fonder une université ; Bauer refusa, affirmant que sa critique (il avait publié diverses « critiques », sur les Évangiles notamment) devait rester libre et fluide.
L'entrevue devint une altercation immortalisée sous forme de dessin caricatural par Engels dans une « épopée héroïco-comique » intitulée Le Triomphe de la foi, datant de 1842.

## Fin: dépassement
Le groupe cessa d'être actif vers la fin des années 1840 ; cela peut s'expliquer par le fait que leurs activités étaient surveillés par les polices et religions; ou par le fait que les idées et notamment la fameuse « critique » de Bruno Bauer avaient été dépassées et violemment critiquées par le livre L'Unique et sa propriété de Max Stirner (membre effacé, discret ou en retrait des Freien). Cependant, les Freien ne constituaient pas véritablement un groupe idéologique homogène, il s'agissait plutôt du regroupement de différents points de vue de la gauche hégélienne (ou jeunes hégéliens).